# Щегольонков Ігор Миколайович
Щегольо́нков І́гор Микола́йович (*27 липня 1954, місто Іжевськ) — радянський та російський спортсмен з автоперегонів, майстер спорту СРСР (1985).
В 1976—1993 роках служив армії і в автоперегонах виступав за неї в спеціалізованих змаганнях.

### Досягнення
- Чемпіон СРСР з шосейно-кільцевих автоперегонів в класі 250 см³ (1978)
- Чемпіон ВС СРСР (1979)
- Переможець Кубка соціалістичних країн «Дружба» (1985)